# Deuteragonist
Ein Deuteragonist ist in der Literatur der sekundäre Hauptcharakter (vom Altgriechischen: δευτεραγωνιστής, deuteragōnistḗs, etwa ‚zweiter Schauspieler‘) vor dem Tritagonisten und damit nach dem Protagonisten der zweitwichtigste Charakter eines Werkes. Der Deuteragonist fungiert oft als ständiger Begleiter des Protagonisten oder als eine Person, die dem Protagonisten weiterhin aktiv hilft. Der Deuteragonist kann je nach seinem eigenen Konflikt oder seiner Handlung zwischen Unterstützung und Opposition des Protagonisten wechseln. In der Moderne hat sich für diese dramaturgische Rolle die Bezeichnung Sidekick etabliert.

## Geschichte
Das griechische Drama hatte am Anfang seiner Entwicklung im 6. Jahrhundert v. Chr. nur einen Schauspieler, der einem Chor von Tänzern gegenüberstand. Aischylos’ Bemühungen brachten den Dialog und die Interaktion zwischen den Charakteren in den Vordergrund. Er führte einen zweiten Schauspieler ein, bald kam ein dritter hinzu. Dies bereitete die Bühne für andere Dramatiker der Ära, so Sophokles und Euripides, um viele ikonische Stücke zu produzieren.

## Theater
Da das Theater der griechischen Antike nur drei Schauspieler (den Protagonisten, den Deuteragonisten und den Tritagonisten) plus den Chor umfasste, spielte jeder Schauspieler oft mehrere Rollen. In Sophokles’ Ödipus auf Kolonos zum Beispiel ist der Protagonist Ödipus, der in den meisten Akten auf der Bühne steht, der Deuteragonist ist Iokaste (Ödipus’ Mutter und Frau) und der Tritagonist spielt den Hirten und Boten. Dies liegt daran, dass Iokaste sicherlich eine wichtige Rolle spielt – sie spielt oft Ödipus’ Gegenüber und nimmt einen zentralen Teil der Geschichte ein – und weil der Hirte und der Bote auf der Bühne stehen, wenn Iokaste hinter der Bühne ist.